# Dimos North Kynouria
Dimos North Kynouria (North Kynouria) är en kommun i Grekland.   Den ligger i prefekturen Arkadien och regionen Peloponnesos, i den södra delen av landet, 120 km sydväst om huvudstaden Aten. Antalet invånare är 11 589. Arean är 576 kvadratkilometer.
Terrängen i Dimos North Kynouria är huvudsakligen kuperad, men söderut är den bergig.